# FAM183A
FAM183A (англ. Family with sequence similarity 183 member A) – білок, який кодується однойменним геном, розташованим у людей на 1-й хромосомі. Довжина поліпептидного ланцюга білка становить 134 амінокислот, а молекулярна маса — 15 996.
| 10         |  | 20         |  | 30         |  | 40         |  | 50         |
| ---------- |  | ---------- |  | ---------- |  | ---------- |  | ---------- |
| MAGHPKEKVI |  | PDEVHQNQIL |  | RELYLKELRT |  | QKLYTQYHVN |  | PLRKIHTVTR |
| KPMSWHDNLE |  | EPADARFLNL |  | IHHAAQGPRK |  | KYPETQTENQ |  | EVGWDLEPLI |
| NPERHDRRLN |  | HFRVCSDITL |  | YKAKTWGLGD |  | DHHK       |  |            |

A: Аланін

C: Цистеїн

D: Аспарагінова кислота

E: Глутамінова кислота

F: Фенілаланін

G: Гліцин

H: Гістидин

I: Ізолейцин

K: Лізин

L: Лейцин

M: Метіонін

N: Аспарагін

P: Пролін

Q: Глутамін

R: Аргінін

S: Серин

T: Треонін

V: Валін

W: Триптофан